# Турбокомпаундный двигатель
Турбокомпаундный двигатель (ТКД) — двигатель внутреннего сгорания, в котором мощность вырабатывается не только в цилиндро-поршневой группе, но и в силовой турбине. Возможны различные схемы расположения силовой турбины в силовой установке.
Наиболее широкое применение получили турбокомпаундные двигатели большой размерности. Целесообразно турбокомпаундирование и в других типах двигателей. Применение силовой турбины в двигателях автотракторного типа позволяет повысить топливную экономичность, разгрузить поршневую часть двигателя, а, следовательно, приводит к улучшению показателей надежности и долговечности.